# 1614

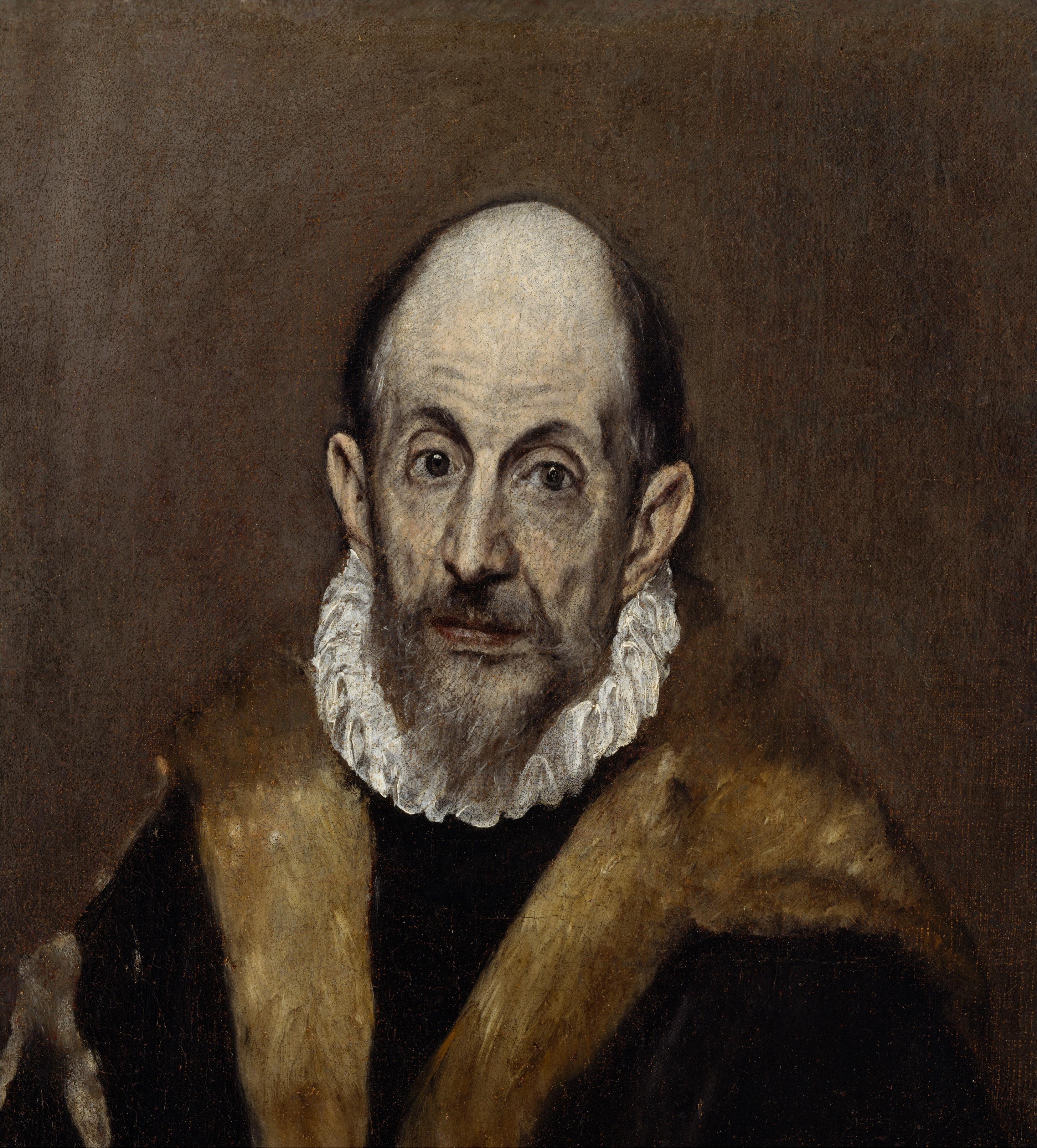
mogelijk zelfportret van El Greco

Het jaar 1614 is het 14e jaar in de 17e eeuw volgens de christelijke jaartelling.

## Gebeurtenissen
januari
- 27 - De op Vlieland opgerichte Noordsche Compagnie voor de walvisvangst nabij Spitsbergen krijgt voor drie jaar octrooi van de Staten-Generaal.

maart
- 27 - Enkele ingezetenen van Hoorn, die de Austraalse Compagnie hebben opgericht, krijgen octrooi van de Staten-Generaal om maximaal 4 reizen uit te voeren, onder voorwaarde dat geen inbreuk zal worden gedaan op bestaande octrooien.

april
- 5 - Johan van Oldenbarnevelt sluit een verdrag met de Zweedse koning dat beide landen verplicht om geld, mannen en schepen bij te dragen teneinde vrije scheepvaart en handel in de Oostzee te bevorderen.

mei
- 16 - Maeslantsluys wordt zelfstandigheid verleend door de Staten van Holland en heet voortaan Maassluis.

juni
- 11 - Pauwel Auleander krijgt octrooi op de brandspuit.

augustus
- 23 - Groningen krijgt een universiteit, de latere Rijksuniversiteit Groningen.
- 23 - De opstand van de handwerkslieden in Frankfurt am Main tegen het corrupte stadsbestuur ontaardt in een plundering van de Judengasse en het verjagen van de joden uit de stad.
- augustus - Ontdekkingsreiziger Joris van Spilbergen vertrekt met onder andere zijn vlaggenschip de Aeolus voor een wereldreis van 1614 tot en met 1617.

november
- 6 - Gerard Reynst volgt Pieter Both op als gouverneur-generaal van Nederlands-Indië.
- 12 - Met het Verdrag van Xanten wordt een oorlog in Westfalen voorkomen. Het hertogdom Kleef en de graafschappen Mark en Ravensberg komen aan de keurvorst van Brandenburg en de hertogdommen Berg en Gulik aan de paltsgraaf van Palts-Neuburg. De laatste was tijdig katholiek geworden om steun te krijgen tegen de protestantse keurvorst van Brandenburg.

zonder datum
- Bouw van Fort Nassau in Albany, New York.
- Simon Marius publiceert zijn werk Mundus Iovialis, waarin de planeet Jupiter en zijn manen worden beschreven.
- John Napier laat zijn logaritmetafels verschijnen.
- De eerste editie van het Romeins Rituaal verschijnt, waarin de riten van de Rooms-Katholieke Kerk in één boek worden gebundeld.

## Muziek
- Publicatie van het Zesde Boek Madrigalen van Claudio Monteverdi.

## Beeldende kunst

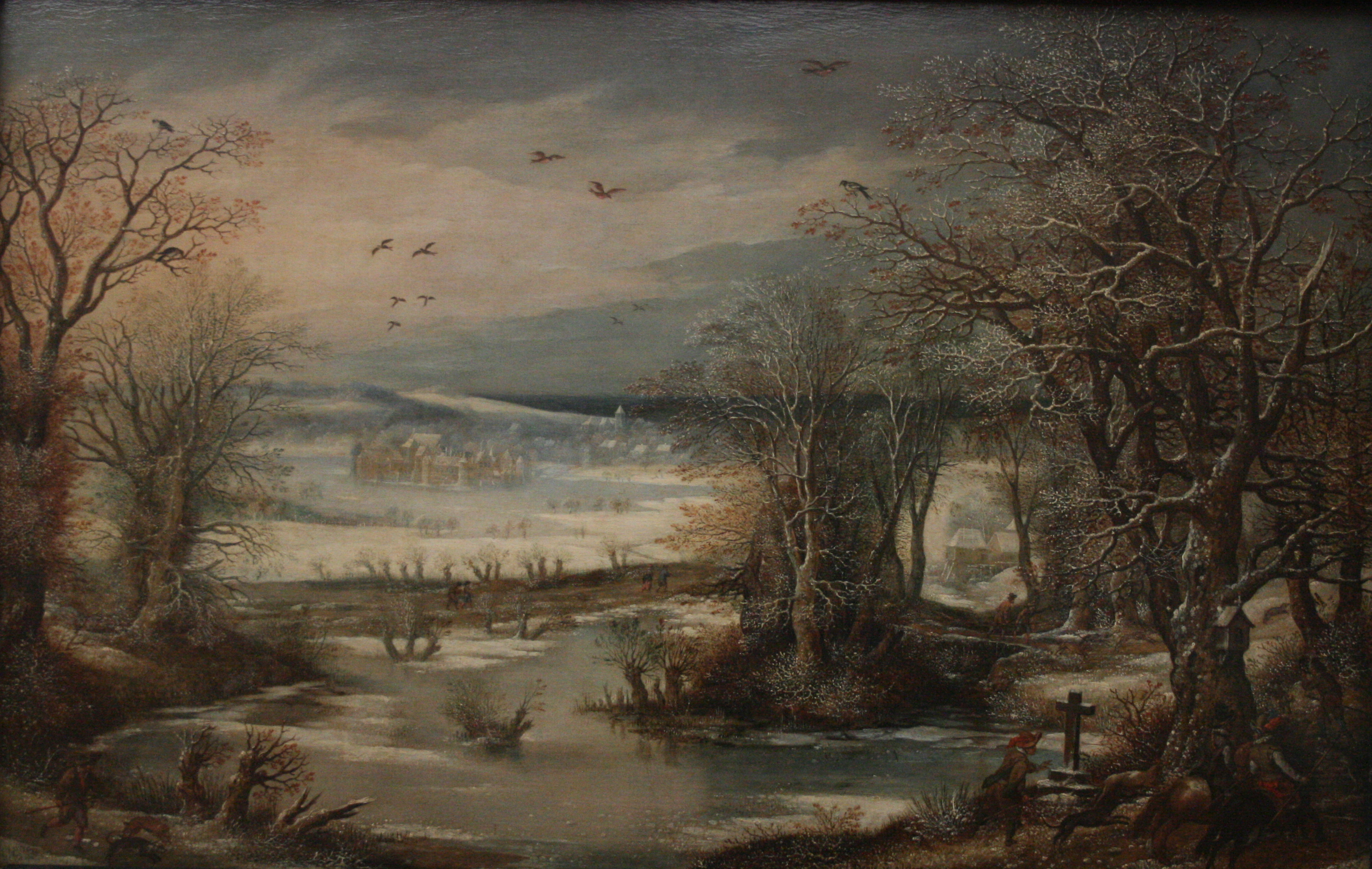
Winterlandschap met kasteel van Tervuren (1614) Denijs van Alsloot

## Bouwkunst

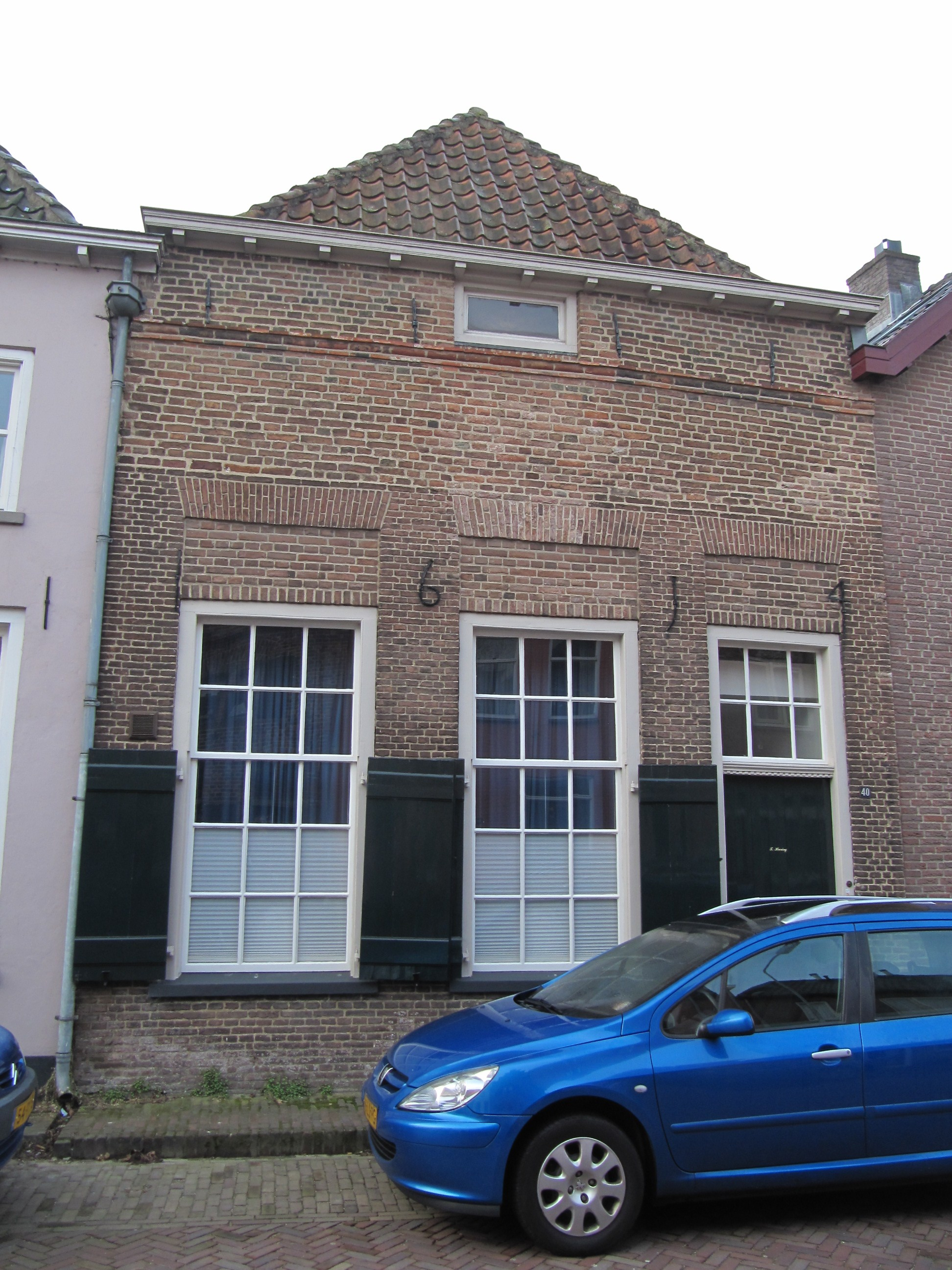
Woonhuis Doesburg (1614)

## Geboren
januari
- 1 - John Wilkins, Brits cryptograaf, parlementariër en bisschop van Chester (overleden 1672)

maart
- 15 - Franciscus de le Boë Sylvius, Nederlands arts (overleden 1672)

september
- 14 - Agnes Maria Huyn van Amstenrade, Nederlands kloosterzuster (overleden 1641)

december
- 16 - Everhard III van Württemberg, hertog van Württemberg (overleden 1674)

datum onbekend
- Hélène Fourment, tweede vrouw van Rubens (overleden 1673)
- Jacob van Loo, Nederlands kunstschilder (overleden 1670)
- Marc'Antonio Pasqualini, Italiaans operazanger (overleden 1691)

## Overleden
april
- 7 - El Greco (73), Grieks kunstschilder die werkte in Spanje

augustus
- 21 - Elisabeth Báthory (54), Hongaarse gravin